# Rodolphe Meyer de Schauensee
Rodolphe Meyer de Schauensee (4 de enero de 1901 - 24 de abril de 1984) fue un ornitólogo suizo - estadounidense.

## Biografía
Nacido en Roma, de una familia de origen suizo, cursó sus primeros estudios en esa ciudad y en Florencia, donde vivió hasta los 12 años. Junto a su familia se trasladó a los Estados Unidos en 1913 y continuó sus estudios en la Hoosac School en Nueva York. Como su madre era natural de Filadelfia, allá se trasladaron en los años 1920, y vivieron en Wynewood, al noroeste de aquella ciudad. El joven Rodolphe desarrolló un temprano interés por las aves y este interés por la historia natural lo llevó a una relación próxima y duradera con la Academia de Ciencias Naturales de Filadelfia. Allí conoció a James Bond, un miembro de la dirección de la institución y los dos se volvieron amigos y colaboradores, tanto en campo como en la academia, en sus estudios de la ornitología neotropical.

Fue curador de aves de la Academia por casi 50 años y sirvió a la institución como vicepresidente entre 1940 y 1949 y como miembro de la dirección desde 1934 hasta su fallecimiento. También fue miembro de la Philadelphia Zoological Society, de la British Ornithologists' Union, de la Société Ornithologique de France y miembro honorario de la Asociación ornitológica del plata. Durante su asociación con la Academia, expandió expresivamente la colección de pieles de aves del departamento de ornitología, transformándola en una de las principales colecciones generales del país y la principal del mundo en materia de aves andinas. Su impresionante herencia a la ornitología incluye más de 100 publicaciones y 6 libros fundamentales en sistemática aviaria.

Organizó y realizó extensas expediciones de colecta, a menudo acompañado por su esposa, a la Amazonia brasileña (1926); a Tailandia (1928, 1929, 1933), incluyendo Burma; al suroeste de África, al desierto de Kalahari (1930); a las Indias Orientales y a Guatemala (1935). Durante sus 50 años en la Academia, la colección de pieles de aves creció de 80.000 a 170.000 ejemplares.

Meyer de Schauensee fue un escritor prolífico y sus publicaciones, esencialmente sobre sistemática natural, fueron numerosas y amplias. Después de sus expediciones, en una serie de publicaciones científicas, describió diversas nuevas formas de aves de la América tropical así como un nuevo género, Namibornis, de Angola. Más tarde en su vida, se dedicó a escribir 6 libros que consideraba su mayor contribución a la ornitología: Aves de la República de Colombia (1948-1952); Aves de Colombia (1964); Especies de aves de Sudamérica ((1966); Guía de aves de Sudamérica (1970), considerado por aclamación su obra más importante; Guía de aves de Venezuela (1978), junto con William Henry Phelps Jr. y finalmente, Aves de China (1984).

## Honores
En reconocimiento a sus contribuciones al estudio de las aves sudamericanas, le fue concedida la Medalla Brewster de la American Ornithologists' Union en 1977 y la medalla del Congreso Iberoamericano de Ornitología en 1983.

### Eponimia
Rodolphe Meyer de Schauensee es homenajeado en el nombre científico de la tangara coroniverde Tangara meyerdeschauenseei.

## Abreviatura (zoología)
La abreviatura Meyer de Schauensee  se emplea para indicar a Rodolphe Meyer de Schauensee como autoridad en la descripción y taxonomía en zoología.

## Enlaces
- Wikispecies tiene un artículo sobre Rodolphe Meyer de Schauensee.

- Datos: Q434472
- Especies: Rodolphe Meyer de Schauensee